# Claudia ter Wal
Claudia ter Wal (* 12. Dezember 1992 in Beilen) ist eine niederländische Handballtorfrau im Hallen- und Beachhandball. Im Beachhandball ist sie niederländische Nationalspielerin.

## Hallenhandball
Claudia ter Wal wechselte 2017 vom HV Beilen zum Zweitligisten Klink Nijland Kwiek, der gerade aus der ersten Liga abgestiegen war. Mit diesem gewann sie die Saison 2019/20 und wäre in die Ehrendivision aufgestiegen, doch wurde das wegen der COVID-19-Pandemie ausgesetzt.

## Beachhandball
Noch erfolgreicher als im Hallenhandball ist ter Wal im Beachhandball. 2017 nahm sie am Jarun-See bei Zagreb erstmals an Europameisterschaften teil. Das niederländische Team startete mit einem überzeugenden Sieg gegen Deutschland in das Turnier und gewann gegen Dänemark, Russland und Ungarn auch alle weiteren Spiele ihrer Vorrunde und zogen als Gruppenerste in die Hauptrunde. Auch dort wurden alle vier Spiele gegen Italien, Frankreich, Griechenland und Norwegen gewonnen. Abgesehen von den beiden letzten Spielen waren alle Siege im Turnier bis dahin Zweisatz-Siege ohne Shootout. Ungeschlagen zogen die Niederländerinnen damit in das Viertelfinale gegen die Vierten der zweiten Hauptrunde, Polen, ein, und unterlagen diesen nach einem noch klar gewonnenen ersten Durchgang nach einem verlorenen zweiten Satz im Shootout. Ter Wal steuerte in diesem Spiel zwei Punkte bei. Danach verloren die Niederländerinnen auch die beiden folgende Platzierungsspiele nach zwei jeweils engen Sätzen im Shootout gegen Griechenland und Frankreich. Am Ende wurden die Niederländerinnen trotz des perfekten Starts nur Achte.

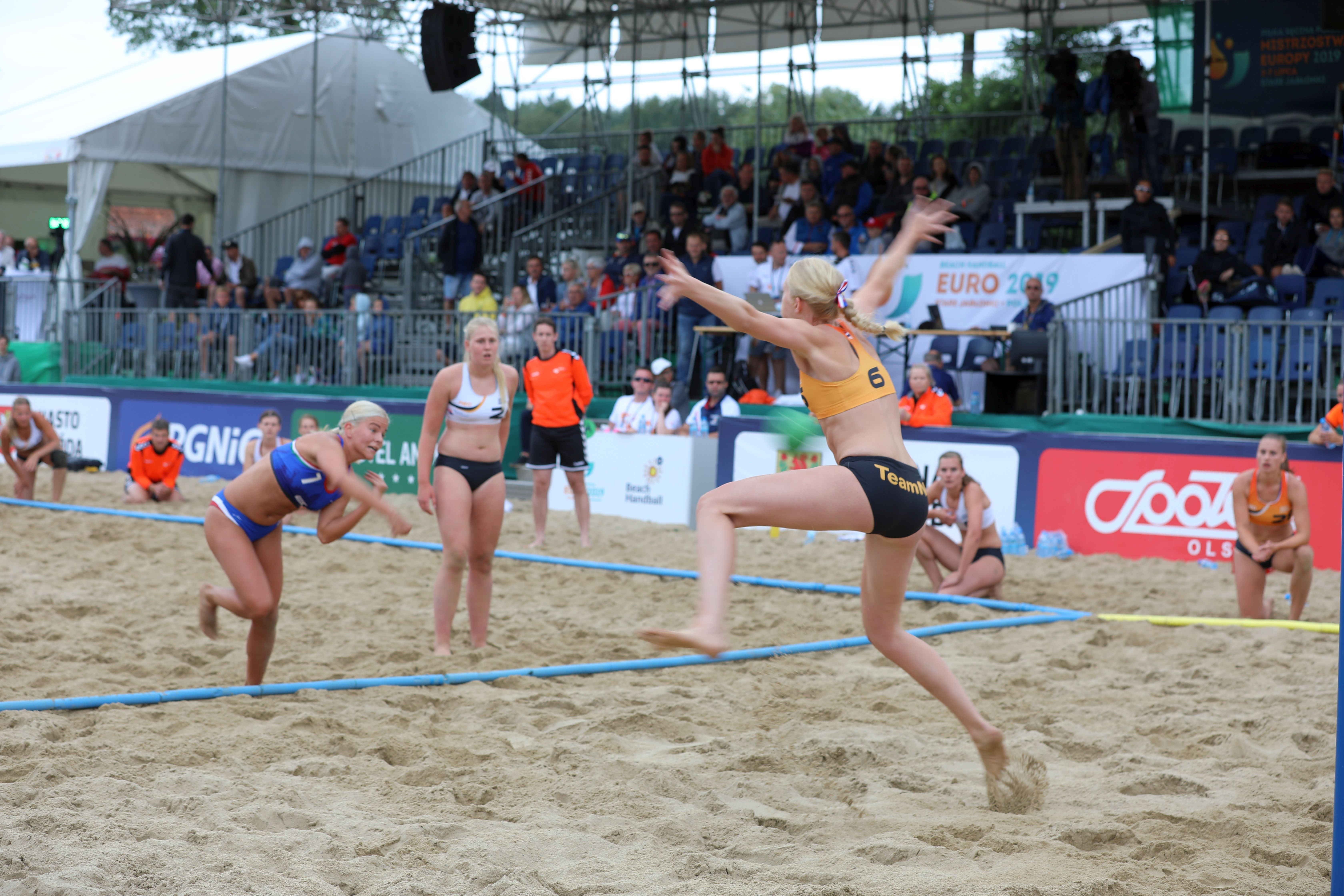
ter Wal beim Versuch einen Strafwurf der Ungarin Renata Csiki im Halbfinalspiel der Europameisterschaften 2019 zu halten

Die Europameisterschaften 2019 in Stare Jabłonki, Polen, sollten besser verlaufen und den bis dahin größten Erfolg einer weiblichen Nationalmannschaft bei Europameisterschaften mit sich bringen. Mit Anna Buter und Marit van Ede in der Offensive, Amber van der Meij in der Defensive und Lisanne Bakker als neben ter Wal zweiter Torhüterin verstärkte sich die erfahrene Mannschaft mit jungen Spielerinnen, die im Herbst zuvor erfolgreich bei den Olympischen Jugend-Sommerspiele 2018 in Buenos Aires gespielt hatten und als Viertplatzierte nur knapp eine Medaille verpasst hatten. In der Vorrunde besiegten die Niederländerinnen zunächst Rumänien – ter Wal steuerte zwei Punkte zum Sieg bei – und die Türkei; die Türkei trat ebenfalls mit der Olympiastarterin Dilek Yılmaz an. Gegen Kroatien, das ebenfalls mit zwei Spielerinnen von den Olympischen Jugendspielen – Anja Vida Lukšić und Petra Lovrenčević – spielte, wurde im Shootout verloren. Es folgte ein Sieg im Shootout über Norwegen. Hinter Norwegen zogen die „Oranjes“ als Zweitplatzierte ihrer Vorrundengruppe in die Hauptrunde ein. Das erste Spiel in der Hauptrunde war ein klarer Sieg über Polen und auch das folgende Spiel gegen die langjährigen Konkurrenten aus Ungarn – auch sie starteten mit fünf Spielerinnen der Olympischen Jugendspiele, Rebeka Benzsay, Csenge Braun, Gréta Hadfi, Réka Király und Gabriella Landi – wurde gewonnen. Nach dem abschließenden Sieg über Portugal – dem einzigen Turnierspiel, bei dem ter Wal nicht zum Einsatz kam – zogen die Niederländerinnen als Zweitplatzierte der Hauptrunde hinter Kroatien in die Viertelfinalspiele ein, wo sie auf den amtierenden Weltmeister Griechenland trafen, das im Shootout besiegt wurde. Im Halbfinale kam es einmal mehr zum Duell mit Ungarn, das in zwei Sätzen verloren wurde. Im abschließenden Spiel um die Bronzemedaille wurde Kroatien dieses Mal geschlagen und vor allem im ersten Durchgang fast deklassiert. In diesem Spiel erzielte ter Wal ihre beiden anderen ihrer vier Punkte des Turniers.

## Erfolge

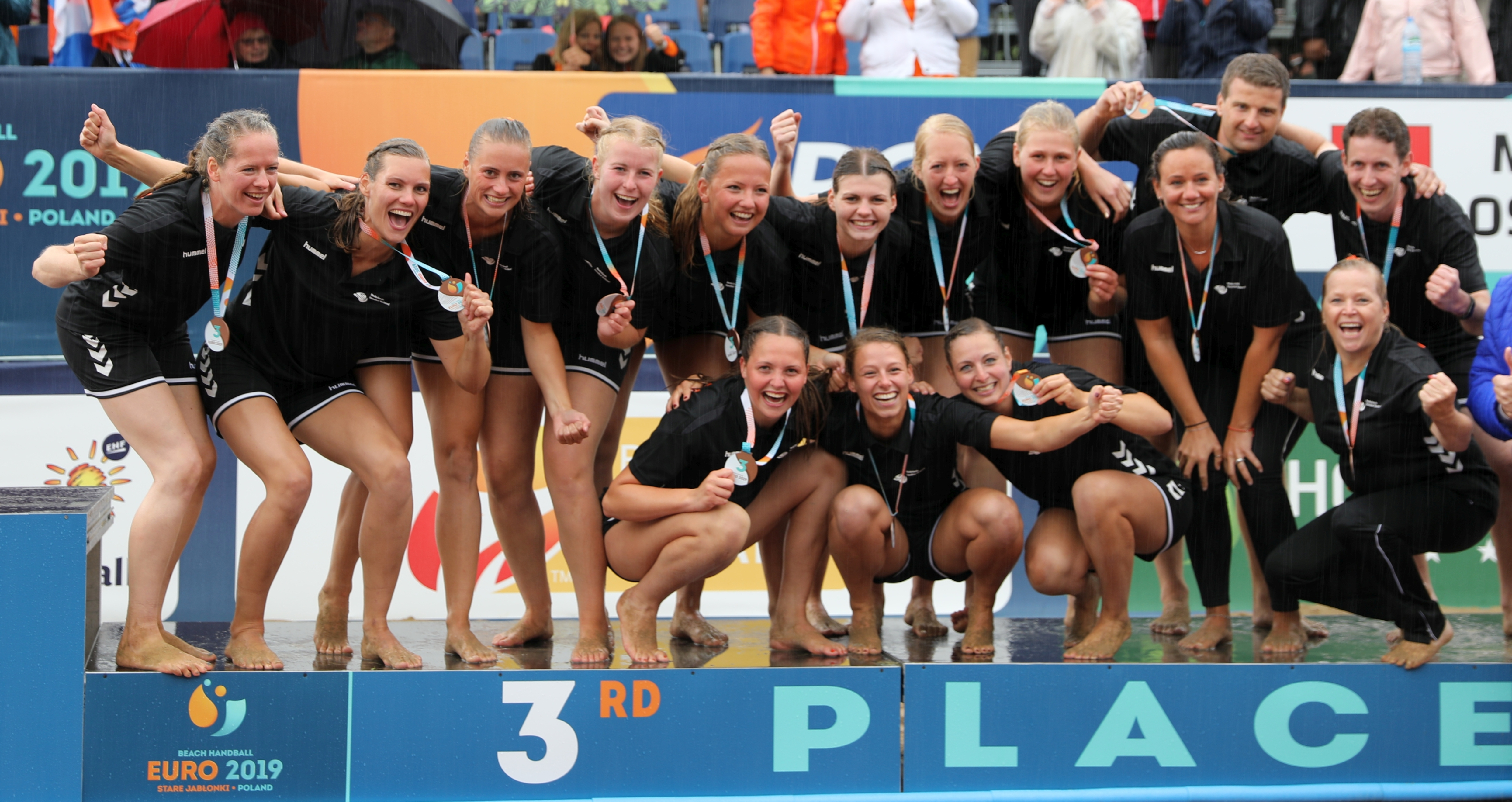
Das niederländische Team mit der Bronzemedaille bei den Europameisterschaften 2019

Europameisterschaften im Beachhandball
- 2019: Bronzemedaille

## Einzelbelege
1. ↑  Advance Communications: Nieuwe keepster voor Kwiek. | Handbalstartpunt - Dé handbalwebsite van Nederland. Abgerufen am 12. Dezember 2020 (niederländisch).
2. ↑  Ministerie van Algemene Zaken: Aangescherpte maatregelen om het coronavirus onder controle te krijgen - Nieuwsbericht - Rijksoverheid.nl. 23. März 2020, abgerufen am 12. Dezember 2020 (niederländisch).
3. ↑  European Handball Federation - 2017 Women's ECh Beach Handball / Final Tournament. Abgerufen am 12. Dezember 2020 (englisch).
Europsko prvenstvo u rukometu na pijesku - rezultati. Abgerufen am 12. Dezember 2020.
4. ↑  Claudia ter Wal verovert bronzen medaille op het EK | Handbalvereniging PCA Kwiek. Ehemals im Original (nicht mehr online verfügbar); abgerufen am 12. Dezember 2020. (Seite nicht mehr abrufbar. Suche in Webarchiven)
5. ↑  European Handball Federation - 2019 Women's ECh Beach Handball / Match Details. Abgerufen am 6. Juli 2020 (englisch).
6. ↑  European Handball Federation - 2019 Women's ECh Beach Handball / Match Details. Abgerufen am 6. Juli 2020 (englisch).
7. ↑  European Handball Federation - 2019 Women's ECh Beach Handball / Match Details. Abgerufen am 6. Juli 2020 (englisch).
8. ↑  European Handball Federation - 2019 Women's ECh Beach Handball / Match Details. Abgerufen am 6. Juli 2020 (englisch).

| Personendaten    | Personendaten                     |
| ---------------- | --------------------------------- |
| NAME             | Wal, Claudia ter                  |
| KURZBESCHREIBUNG | niederländische Handballspielerin |
| GEBURTSDATUM     | 12. Dezember 1992                 |
| GEBURTSORT       | Beilen                            |